# Tonnerre (Yonne)
Pour les articles homonymes, voir Tonnerre (homonymie).
Tonnerre est une commune française située dans le département de l'Yonne, en région Bourgogne-Franche-Comté. Les habitants se nomment les Tonnerrois.

## Géographie
Traversée par l'Armançon et par le Canal de Bourgogne, la commune se situe au carrefour :
- de la RD 965 (ancienne RN 65), axe reliant Auxerre à 35 km à l'ouest et Troyes à 65 km au nord
- de la RD 905 (ancienne RN 5), axe reliant Sens à 70 km au nord-ouest et Dijon à 125 km au sud-est et route historique de Paris à Genève.

### Climat
Pour des articles plus généraux, voir Climat de la Bourgogne-Franche-Comté et Climat de l'Yonne.
En 2010, le climat de la commune est de type climat océanique dégradé des plaines du Centre et du Nord, selon une étude du Centre national de la recherche scientifique s'appuyant sur une série de données couvrant la période 1971-2000. En 2020, Météo-France publie une typologie des climats de la France métropolitaine dans laquelle la commune est exposée à un climat océanique altéré et est dans la région climatique  Lorraine, plateau de Langres, Morvan, caractérisée par un hiver rude (1,5 °C), des vents modérés et des brouillards fréquents en automne et hiver.
Pour la période 1971-2000, la température annuelle moyenne est de 10,5 °C, avec une amplitude thermique annuelle de 15,7 °C. Le cumul annuel moyen de précipitations est de 802 mm, avec 12,1 jours de précipitations en janvier et 8 jours en juillet. Pour la période 1991-2020, la température moyenne annuelle observée sur la station météorologique installée sur la commune est de 11,6 °C et le cumul annuel moyen de précipitations est de 742,9 mm. 
La température maximale relevée sur cette station est de 41,2 °C, atteinte le 25 juillet 2019 ; la température minimale est de −16,6 °C, atteinte le 20 décembre 2009,,.
| Mois                                  | jan.          | fév.         | mars          | avril         | mai           | juin          | jui.          | août          | sep.          | oct.          | nov.          | déc.           | année      |
| ------------------------------------- | ------------- | ------------ | ------------- | ------------- | ------------- | ------------- | ------------- | ------------- | ------------- | ------------- | ------------- | -------------- | ---------- |
| Température minimale moyenne (°C)     | 1             | 0,8          | 2,5           | 5,4           | 8,8           | 12,2          | 14,1          | 13,4          | 10,4          | 8,1           | 4,4           | 1,6            | 6,9        |
| Température moyenne (°C)              | 3,7           | 4,4          | 7,4           | 11,2          | 14,3          | 18,1          | 20,3          | 19,5          | 16,2          | 12,6          | 7,7           | 4,4            | 11,6       |
| Température maximale moyenne (°C)     | 6,5           | 8,1          | 12,3          | 17            | 19,8          | 23,9          | 26,4          | 25,6          | 22            | 17            | 10,9          | 7,2            | 16,4       |
| Record de froid (°C) date du record   | −13 26.01.07  | −14 09.02.12 | −14 01.03.05  | −4,4 06.04.21 | −0,6 03.05.21 | 4,1 08.06.05  | 6,3 03.07.11  | 4,3 26.08.18  | 1,7 20.09.12  | −3,9 29.10.12 | −5,3 30.11.16 | −16,6 20.12.09 | −16,6 2009 |
| Record de chaleur (°C) date du record | 16,4 25.01.16 | 21 27.02.19  | 26,4 31.03.21 | 28,7 25.04.07 | 33,1 28.05.17 | 38,1 18.06.22 | 41,2 25.07.19 | 39,7 19.08.12 | 35,5 14.09.20 | 31,1 02.10.23 | 23,8 08.11.15 | 18,4 17.12.15  | 41,2 2019  |
| Précipitations (mm)                   | 58,8          | 53,5         | 58,5          | 49,8          | 80,6          | 67,6          | 47,1          | 65,1          | 53,1          | 73,7          | 61,7          | 73,4           | 742,9      |

| Diagramme climatique                                  |            |             |           |             |              |              |              |            |           |             |            |
| J                                                     | F          | M           | A         | M           | J            | J            | A            | S          | O         | N           | D          |
| 6,5158,8                                              | 8,10,853,5 | 12,32,558,5 | 175,449,8 | 19,88,880,6 | 23,912,267,6 | 26,414,147,1 | 25,613,465,1 | 2210,453,1 | 178,173,7 | 10,94,461,7 | 7,21,673,4 |
| Moyennes : • Temp. maxi et mini °C • Précipitation mm |            |             |           |             |              |              |              |            |           |             |            |

Les paramètres climatiques de la commune ont été estimés pour le milieu du siècle (2041-2070) selon différents scénarios d'émission de gaz à effet de serre à partir des nouvelles projections climatiques de référence DRIAS-2020. Ils sont consultables sur un site dédié publié par Météo-France en novembre 2022.

## Urbanisme

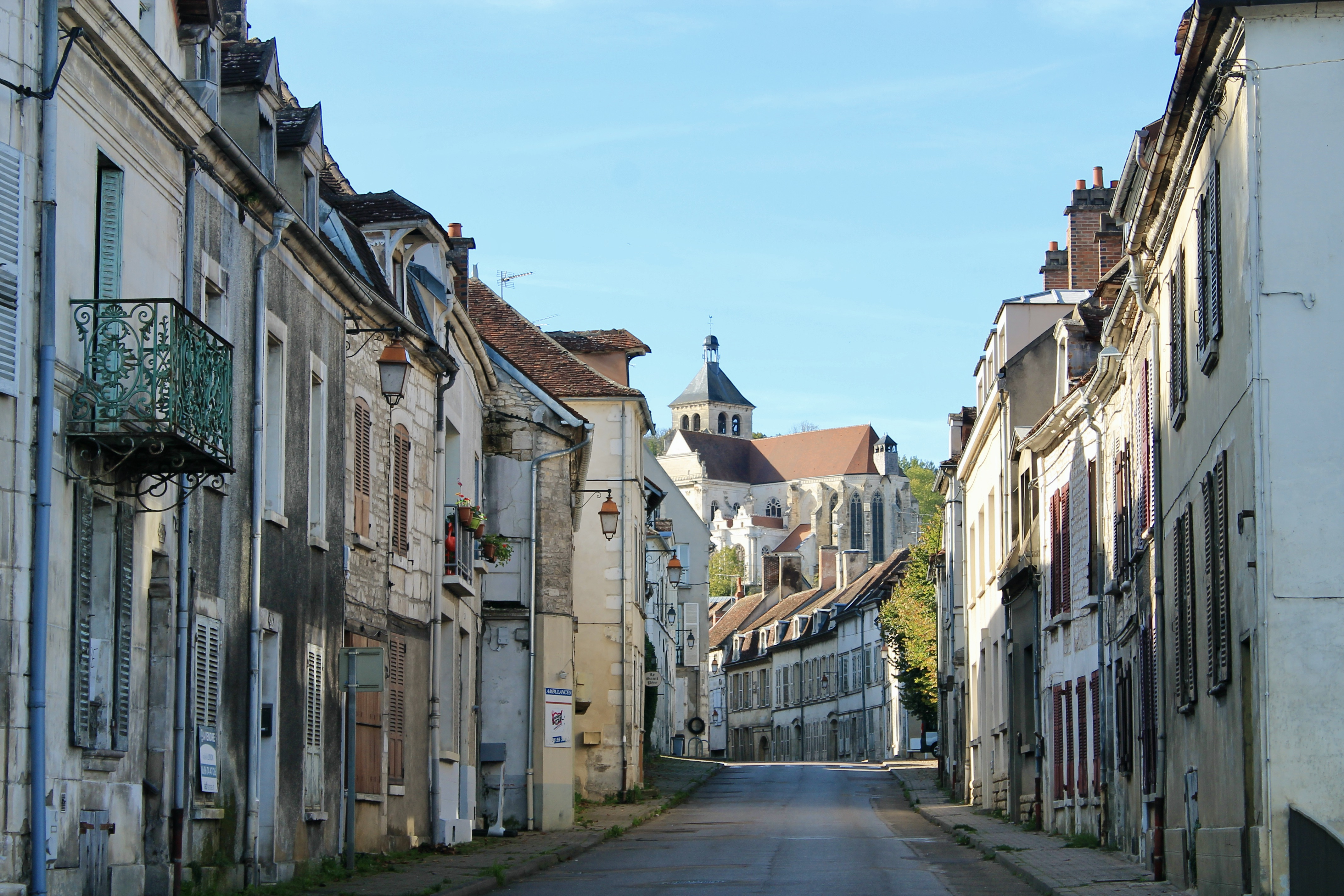
Rue Georges-Pompidou.

### Typologie
Au 1er janvier 2024, Tonnerre est catégorisée bourg rural, selon la nouvelle grille communale de densité à sept niveaux définie par l'Insee en 2022.
Elle appartient à l'unité urbaine de Tonnerre, une agglomération intra-départementale regroupant deux  communes, dont elle est ville-centre,,. Par ailleurs la commune fait partie de l'aire d'attraction de Tonnerre, dont elle est la commune-centre,. Cette aire, qui regroupe 38 communes, est catégorisée dans les aires de moins de 50 000 habitants,.

### Occupation des sols
L'occupation des sols de la commune, telle qu'elle ressort de la base de données européenne d’occupation biophysique des sols Corine Land Cover (CLC), est marquée par l'importance des territoires agricoles (55,9 % en 2018), une proportion sensiblement équivalente à celle de 1990 (56,6 %). La répartition détaillée en 2018 est la suivante : 
terres arables (46,8 %), forêts (39,3 %), zones agricoles hétérogènes (4,7 %), prairies (4,5 %), zones urbanisées (3,6 %), zones industrielles ou commerciales et réseaux de communication (1,2 %). L'évolution de l’occupation des sols de la commune et de ses infrastructures peut être observée sur les différentes représentations cartographiques du territoire : la carte de Cassini (XVIIIe siècle), la carte d'état-major (1820-1866) et les cartes ou photos aériennes de l'IGN pour la période actuelle (1950 à aujourd'hui).

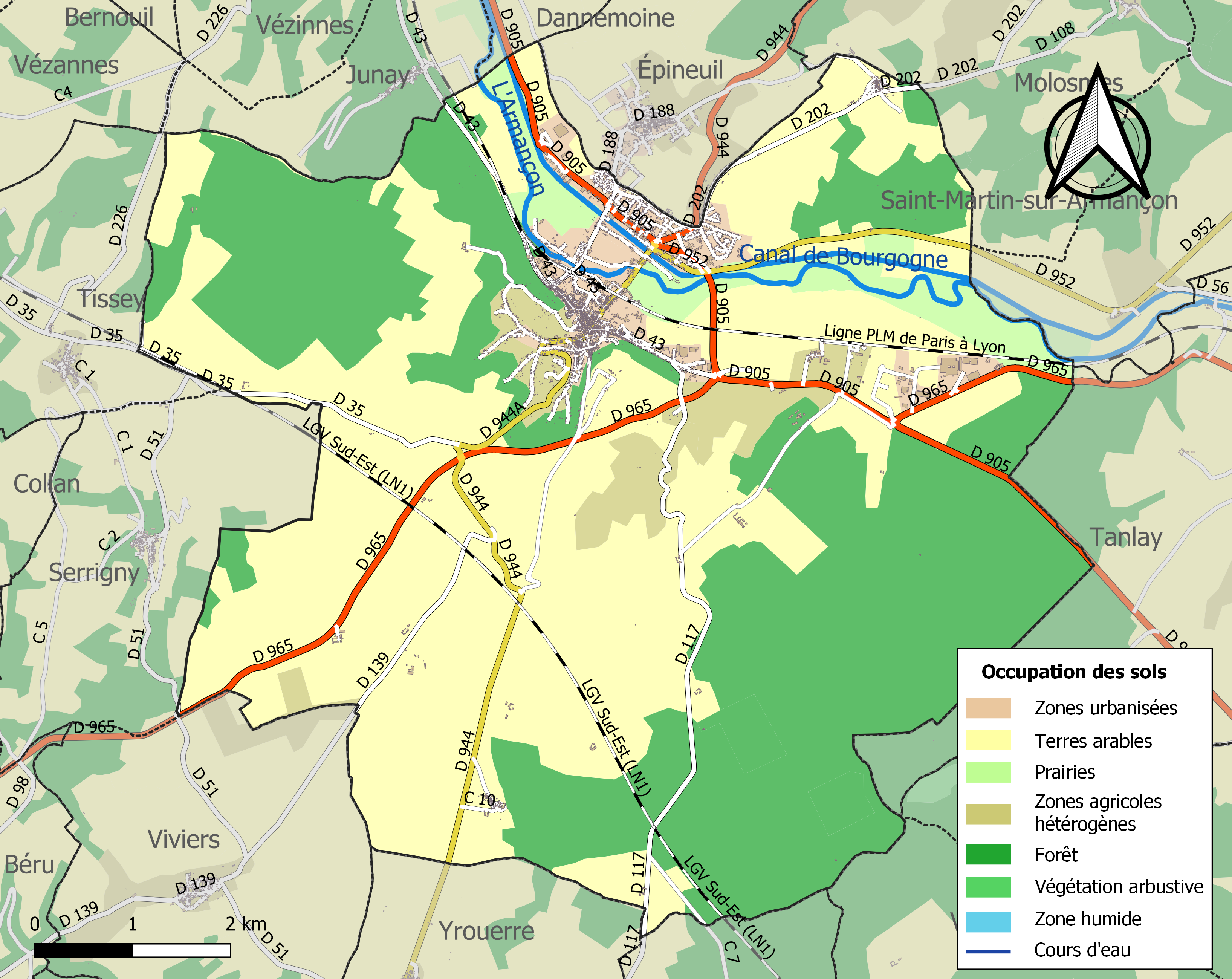
Carte des infrastructures et de l'occupation des sols de la commune en 2018 (CLC).

## Toponymie
Les attestations anciennes sont Ternodorense castrum (VIe siècle) ; Tornotrinse castrum en 814 ; Tornodorum vers 888 ; Tornedrisus en 853 ; Tornetrinse castrum en 997 ; Tornedurum en 1184 ; Tornuerre en 1270 ; Tournoirre en 1285 ; Tonneure en 1295 ; Tourneure en 1293 ; Torneure en 1305 ; Tornerre en 1294 ; Tournerre en 1295.
Tonnerre apparaît à l’époque romaine sous le nom de Tornodurum, « forteresse » pour les Lingons ; elle est la capitale du Pagus tornodorensis. À Tonnerre, sur la vallée de l’Armançon, s’est créé le Comté de Tonnerre, qui a servi de point de passage entre Paris et Dijon, à l’époque où le roi de France avait des visées sur le duché de Bourgogne. Les étymologies de Tonnerre viendraient, pour l’époque celte, de Torn, dérivant de l'appellation d’une obscure divinité locale ; d’autres la rapportent à Douros : forteresse, ou encore une autre dénomination correspondrait-elle à Dour en liaison avec un « lieu près du torrent ». Il est possible que les trois solutions se rejoignent en une seule : 
- soit un lieu divinisé : en 1782, furent mises au jour des cavités contenant armes et ornements, monnaies et bijoux liés au culte de divinités ;
- soit la forteresse dominant Tonnerre, qui se serait située sur les lieux-dits « Mont Bellant » et « Vieux Châteaux », livrant de nombreux vestiges antiques ;
- quant à la « source divinisée », le vestige en est la fosse Dionne.

## Histoire

### Protohistoire
En 2005, des recherches au lieu-dit Les Petits Ovis ont permis de découvrir que le site était occupé par une nécropole datant de la fin de l’âge du Bronze. Le Petit Béru est un site archéologique du bronze final III,,. Au lieu-dit Terre de Vauplaine des inhumations et des incinérations datant de la période située entre l’âge du bronze et l’âge du fer ont été mises au jour.
Un oppidum datant de La Tène semble s'être développé sur l'actuelle ville haute de Tonnerre. Puis, un établissement rural gallo-romain, connu mais mal localisé, a pu être circonscrit. Des fouilles sont entreprises par l'INRAP au cours de l'année 2024.

### Moyen Âge
Au cours de cette période, de nombreux ateliers de tanneurs sont apparus le long de l'Armançon ou près de la Fosse Dionne pour travailler les peaux.

#### Dynastie comtale
Tonnerre est le siège d'un comté depuis le milieu du Xe siècle. Il administre le rebord occidental du vaste évêché de Langres. Plusieurs membres de la première dynastie comtale, les Milonides, se hisseront à la tête de cet évêché. Ils pourraient avoir eu dans son giron la région de Bar-sur-Seine. Les comtes, connus par les chartes de l'abbaye Saint-Michel, portent le prénom de Miles/Milon. Au XIe siècle, les successions se font plus chaotiques.
Un vicomte de Tonnerre apparaît au début de ce siècle. En droit, cela signifie que le titulaire du comté dispose d'un droit comtal autre que celui de Tonnerre, ce qui impose l'établissement d'un vicomte (même problématique qu'à Joigny en 1080). Ce vicomte est à l'origine de la famille de Rougemont.
La dernière héritière de cette première dynastie, Ermengarde de Tonnerre, épouse en 1045 Guillaume Ier, comte de Nevers et d'Auxerre, quand celui-ci se relève très difficilement de la tutelle de son oncle le duc de Bourgogne qui avait tué son père. Sa sœur cadette, en épousant un fils du comte de Brienne, provoque la séparation définitive de Tonnerre du comté de Bar-sur-Seine.

#### Dynastie comtale de Nevers-Auxerre (1045-1193)
Guillaume de Nevers administre longuement le comté. Un prévôt devient le représentant de son administration pour le Tonnerrois. La tendance à l'hérédité est un aveu de faiblesse comtale. Le fils cadet de Guillaume a failli faire émerger à nouveau un comté autonome. Le comté servira fréquemment de douaire aux comtesses douairières. Des féodaux étalent leur puissance dans le comté : Argenteuil, Rougemont. Certains se hissent au rang de vicomte quand les princes font émerger des vicomtés sur des axes commerciaux à la jointure de leurs principautés (Ligny-le-Châtel vers 1120). Ce phénomène touche d'autres contrées de la principauté. Les sires de Noyers-sur-Serein échappent très tôt à l'autorité comtale, et bâtissent une puissante seigneurie indépendante en franc-alleu, à la lisière du comté d'Auxerre et de l'ancien comté d'Avallon. La féodalisation atteint sa plénitude classique. Pour autant, la ville de Tonnerre se développe. Elle se dote de deux paroisses : Notre-Dame et Saint-Pierre. L'abbaye Saint-Michel fait face au château, de l'autre côté du vallon. Les comtes tenteront tardivement et avec un succès relatif de reprendre la main sur leurs grands féodaux. Ils ne parviendront qu'à leur imposer un partage successoral (Toucy vers 1170). Le Tonnerrois est durablement et profondément féodalisé.
En 1174, Tonnerre obtient une charte d'affranchissement.

#### Dynastie comtale des Courtenay
De la fin du XIIe siècle au milieu du XIIIe siècle, Tonnerre vit dans le giron du comté de Nevers-Auxerre et Tonnerre. Ce vaste ensemble est de fait abandonné quand le chef du lignage se hasarde sans profit en Orient (empire de Constantinople). Copiant une institution mise en place en 1184 dans le domaine royal, ce comte institue un bailli. Mais comme en Champagne, ce nouvel agent est nettement moins efficace que son confrère de Sens. Il gère à la fois les bailliages d'Auxerre et de Tonnerre. Il ne contrarie pas les féodaux locaux. Les heurts avec l'évêque d'Auxerre et la révolte d' Hervé de Donzy humilient le comte Pierre de Courtenay.
Un cadet de la famille de Courtenay prend place à la tête de la seigneurie de Tanlay.

#### Dynastie comtale des Chalon-Auxerre-Tonnerre (1308-1463)
Au milieu du XIIIe siècle, Marguerite de Bourgogne-Tonnerre, Comtesse de Tonnerre épouse Charles Ier de Naples, Roi de Sicile et fonde le Grand Hôtel-Dieu : le plus grand monument civil de Bourgogne.
La famille de Chalon parvient à participer au partage de la principauté et se fait remettre le comté de Tonnerre.
En prélude de la seconde phase de la guerre de Cent Ans, le comte de Tonnerre enlève une fille d'honneur de la duchesse de Bourgogne. Jean Sans Peur saute sur ce prétexte pour mener une guerre à outrance contre le comte de Tonnerre. Malgré la disproportion des forces, le comte de Tonnerre parvient à retarder l'échéance de sa ruine. mais ce combat désespéré a un prix : le Tonnerrois est ravagé. Les féodaux qui ont suivi leur suzerain naturel sont spoliés par des nobles bourguignons accourus à la curée. La guerre entre Armagnacs et Bourguignons sera de peu postérieure (1411). Tonnerre reste au pouvoir du duc de Bourgogne.
En octobre 1414, la ville haute fortifiée et le château comtal situés sur la colline de Montbellant sont détruits par les troupes bourguignonnes.
Pendant ce XVe siècle, la ville gagne néanmoins des institutions fiscales : la recette des Aides et l'Élection.

### Révolution
Elle constitue le chef-lieu du district de Tonnerre de 1790 à 1795 et de l'arrondissement de Tonnerre de 1800 à 1926.
La ville est occupée par un corps autrichien le 28 janvier 1814, libérée le 11 février 1814, à nouveau occupée le 4 avril 1814.

### Seconde Guerre mondiale
À la Mobilisation, une Compagnie de Phares de l'Armée de l'air, la 9/127, est mise sur pied à Tonnerre.
La ville est victime des bombardements allemands en juin 1940, puis des anglo-américains le 25 mai 1944 qui font quatorze morts en touchant l’église.

## Politique et administration

### Liste des maires

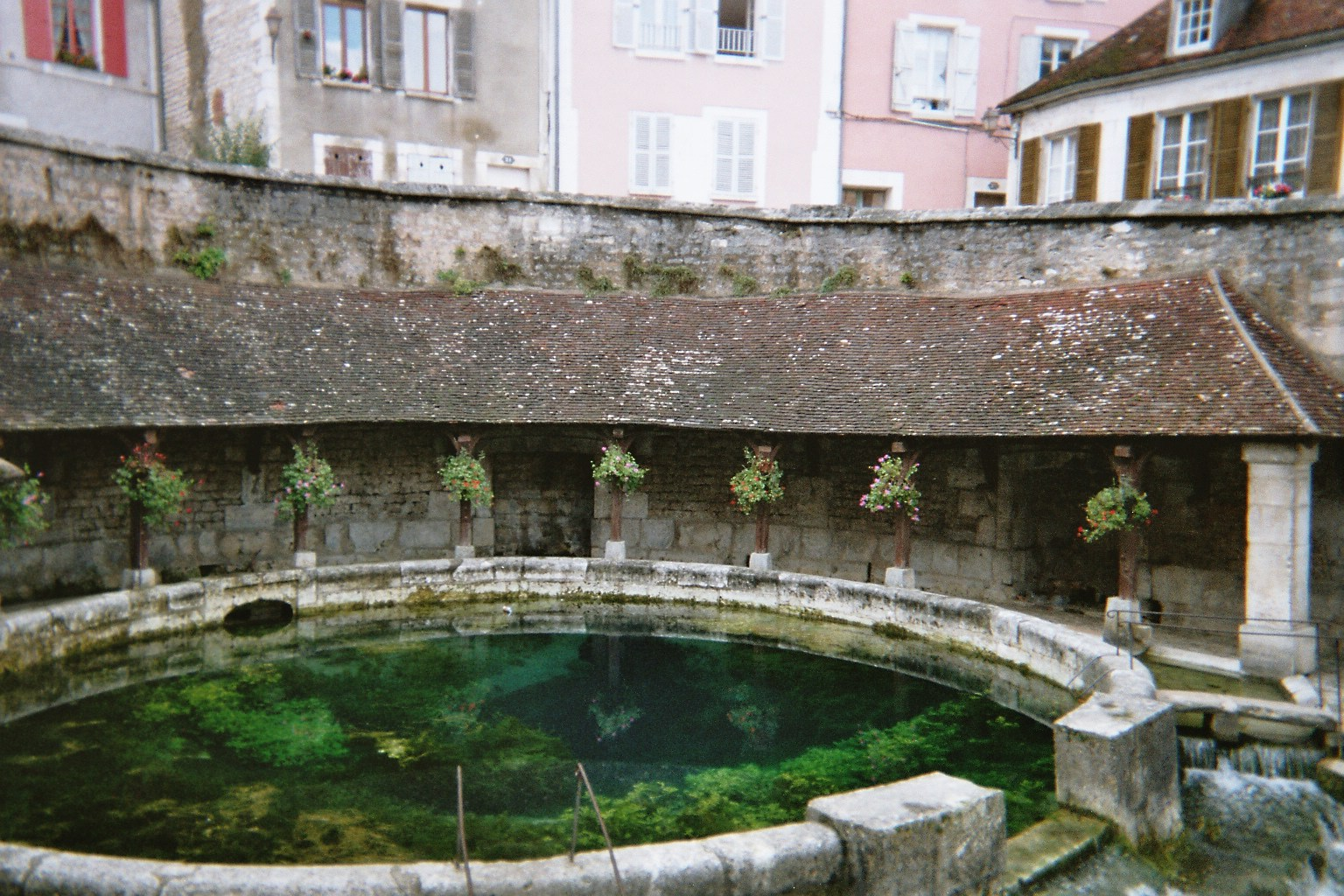
Lavoir de la fosse Dionne
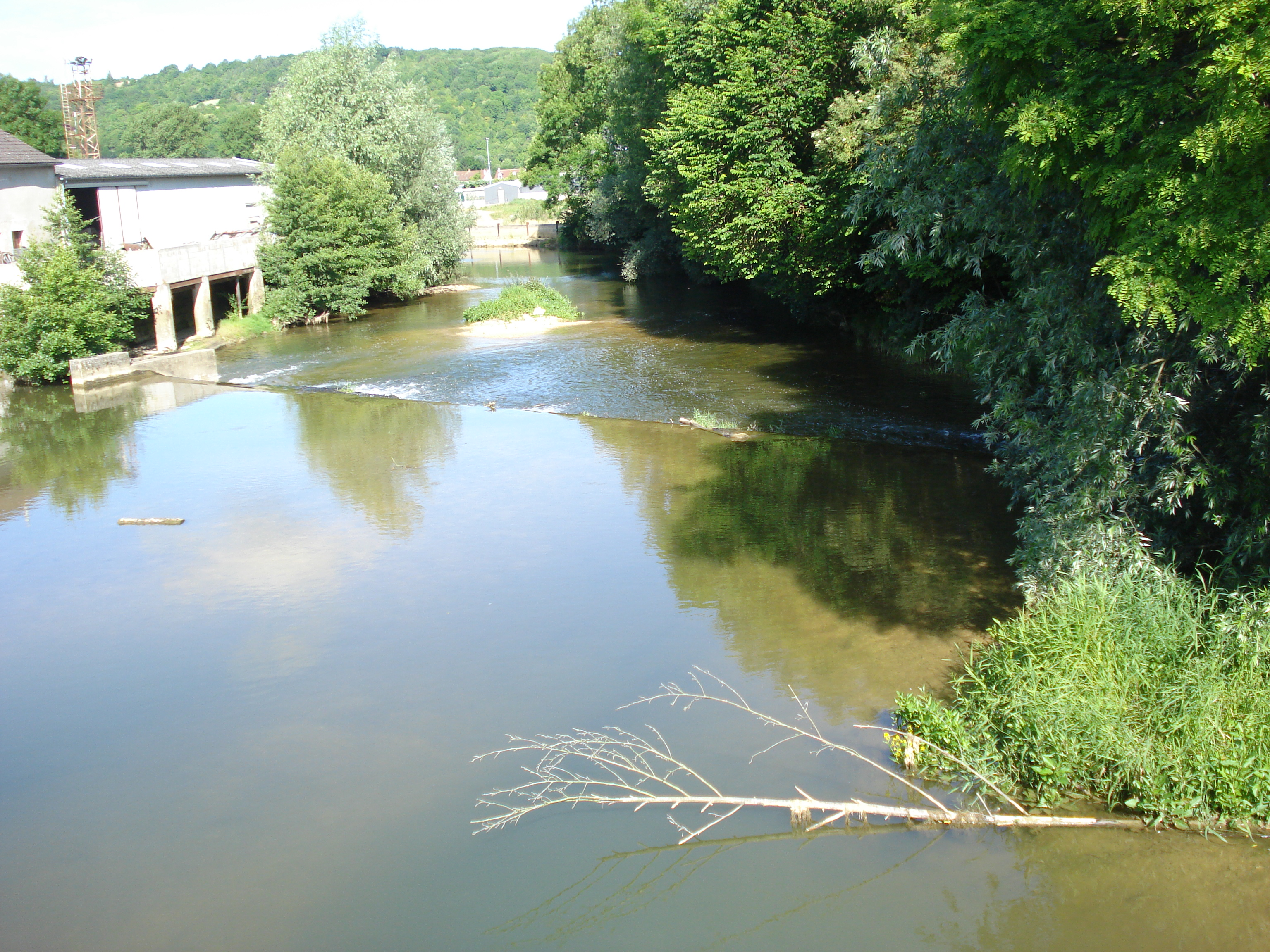
L'Armançon

### Jumelages
- Montabaur (Allemagne), voir Montabaur ;
- Nenagh (Irlande) ;
- Dobříš (Tchéquie).

## Population et société

### Démographie
L'évolution du nombre d'habitants est connue à travers les recensements de la population effectués dans la commune depuis 1793. Pour les communes de moins de 10 000 habitants, une enquête de recensement portant sur toute la population est réalisée tous les cinq ans, les populations de référence des années intermédiaires étant quant à elles estimées par interpolation ou extrapolation. Pour la commune, le premier recensement exhaustif entrant dans le cadre du nouveau dispositif a été réalisé en 2004.

En 2022, la commune comptait 4 268 habitants, en évolution de −9,29 % par rapport à 2016 (Yonne : −1,95 %, France hors Mayotte : +2,11 %).
| 1793  | 1800  | 1806  | 1821  | 1831  | 1836  | 1841  | 1846  | 1851  |
| ----- | ----- | ----- | ----- | ----- | ----- | ----- | ----- | ----- |
| 4 012 | 4 261 | 4 190 | 4 023 | 4 242 | 4 271 | 4 184 | 4 427 | 4 672 |

| 1856  | 1861  | 1866  | 1872  | 1876  | 1881  | 1886  | 1891  | 1896  |
| ----- | ----- | ----- | ----- | ----- | ----- | ----- | ----- | ----- |
| 4 692 | 4 789 | 5 429 | 5 332 | 5 536 | 5 681 | 5 095 | 4 734 | 4 749 |

| 1901  | 1906  | 1911  | 1921  | 1926  | 1931  | 1936  | 1946  | 1954  |
| ----- | ----- | ----- | ----- | ----- | ----- | ----- | ----- | ----- |
| 4 685 | 4 522 | 4 384 | 4 373 | 4 463 | 4 484 | 4 433 | 4 237 | 4 345 |

| 1962  | 1968  | 1975  | 1982  | 1990  | 1999  | 2004  | 2006  | 2009  |
| ----- | ----- | ----- | ----- | ----- | ----- | ----- | ----- | ----- |
| 5 595 | 5 834 | 6 336 | 6 007 | 6 008 | 5 979 | 5 440 | 5 322 | 5 246 |

| 2014  | 2019  | 2022  | - | - | - | - | - | - |
| ----- | ----- | ----- | - | - | - | - | - | - |
| 4 759 | 4 381 | 4 268 | - | - | - | - | - | - |

### Manifestations culturelles et festivités
- Les médiévales de Tonnerre se déroulent durant le mois de septembre chaque année paire.
- Les vinées tonnerroises : exposition, dégustation et vente des vins du pays et des environs, et de produits gastronomiques, le week-end de Pâques, dans la grande salle de l'ancien hôpital Marguerite-de-Bourgogne, avec intronisation de nouveaux Chevaliers du Tastevin par la confrérie des Foudres du Tonnerrois et par la confrérie du Cassis.
- Le festival littéraire écrits et dits : en mai, manifestations liées à la littérature (conférences, théâtre, contes, lectures…) autour d'un thème choisi.
- L'académie et le festival de musique de Tonnerre : la première semaine de juillet.
- La foire exposition a lieu dans le centre-ville sur le Pâtis devant la gare le dernier samedi d'août et s'étale du vendredi au lundi. Elle attire une centaine d'exposants avec une fête foraine.
- La course de côte régionale automobile : sur le mont Sara, dans la côte de la Chappe sur la route départementale 117. Elle se déroule le 3e dimanche du mois d'août. Organisée par l’écurie Vauban, sous l’égide de l’ASA de l’Yonne pour la coupe de France de la fédération française du sport automobile et les challenges Bourgogne Franche-Comté.
- Le salon des antiquaires et des métiers d'art de Tonnerre : exposition de meubles et objets anciens et présentation de métiers d'art, dans les hospices de Tonnerre, l'avant-dernier ou le dernier week-end de septembre.

## Économie
- Centre de développement du Tonnerrois (CDT) partagé entre la chambre de commerce et d'industrie de l'Yonne et la chambre des métiers.
- Hôtel d'entreprises du Tonnerrois[32], géré par la CCI Yonne : location d'ateliers et de bureaux pour les entreprises et les créateurs à Tonnerre.

### Industrie
Alfred Camus, issu d’une famille de la petite noblesse d’ancien régime et de la noblesse d’empire du Bourbonnais, quitte Romorantin et la région parisienne pour la ville de Tonnerre le 6 décembre 1893. Alfred Camus recherche une ville où installer professionnellement ses enfants André et Daniel Camus.
Dans un premier temps, la famille Poulain (chocolatier) propose à la famille Camus de s’associer en créant une filiale au Canada. Après un temps de réflexion, la famille Camus préfère refuser l’offre. Finalement, Alfred Camus fait la connaissance, par l’intermédiaire d’un cousin, du propriétaire d’une entreprise de Tonnerre. Alfred voit en cette usine et en la ville de Tonnerre les conditions idéales pour s’installer et développer une activité industrielle.
En 1894, l’usine est acquise, puis s’agrandit avec l’usine de Saint-Florentin. L’usine continuera de s’agrandir jusqu’à atteindre plus de 700 salariés. Les usines « Camus » deviennent un des fleurons de l’industrie française. Les turbines sortant des usines sont installées dans toute la France et dans le monde entier. Face aux besoins d’énergie pour faire fonctionner les usines, les Camus font l’achat en 1912 de la chute d’eau de Commissey et y installent un barrage hydro-électrique.
À la suite de cet achat, le syndicat d’électrification rurale est créé, permettant l’électrification de trente communes. Le 28 avril 1945, André Camus décède ; il a été conseiller municipal de Tonnerre pendant 25 ans et était chevalier de la Légion d’honneur.
En 1947, la production d’électricité est nationalisée ; les Camus vendent maintenant l’électricité à EDF.
Le 3 août 1951, Daniel Camus décède et les enfants reprennent la direction de l’usine jusqu’à sa vente.
De nos jours, il ne reste que peu d’éléments des usines Camus. Subsistent les bâtiments administratifs devenus les bureaux de « l’unité territoriale de solidarité ». Le barrage de Commissey est également toujours en activité. Les membres fondateurs sont inhumés dans la chapelle Camus du cimetière Saint-Pierre, à Tonnerre.
La ville de Tonnerre a nommé le rond-point à l’entrée de la zone économique et industrielle « rond-point des frères Camus ».

## Équipements et services publics

### Cadre de vie
- Ville fleurie : deux fleurs.
- Petite cité de caractère.

## Culture locale et patrimoine

### Lieux et monuments

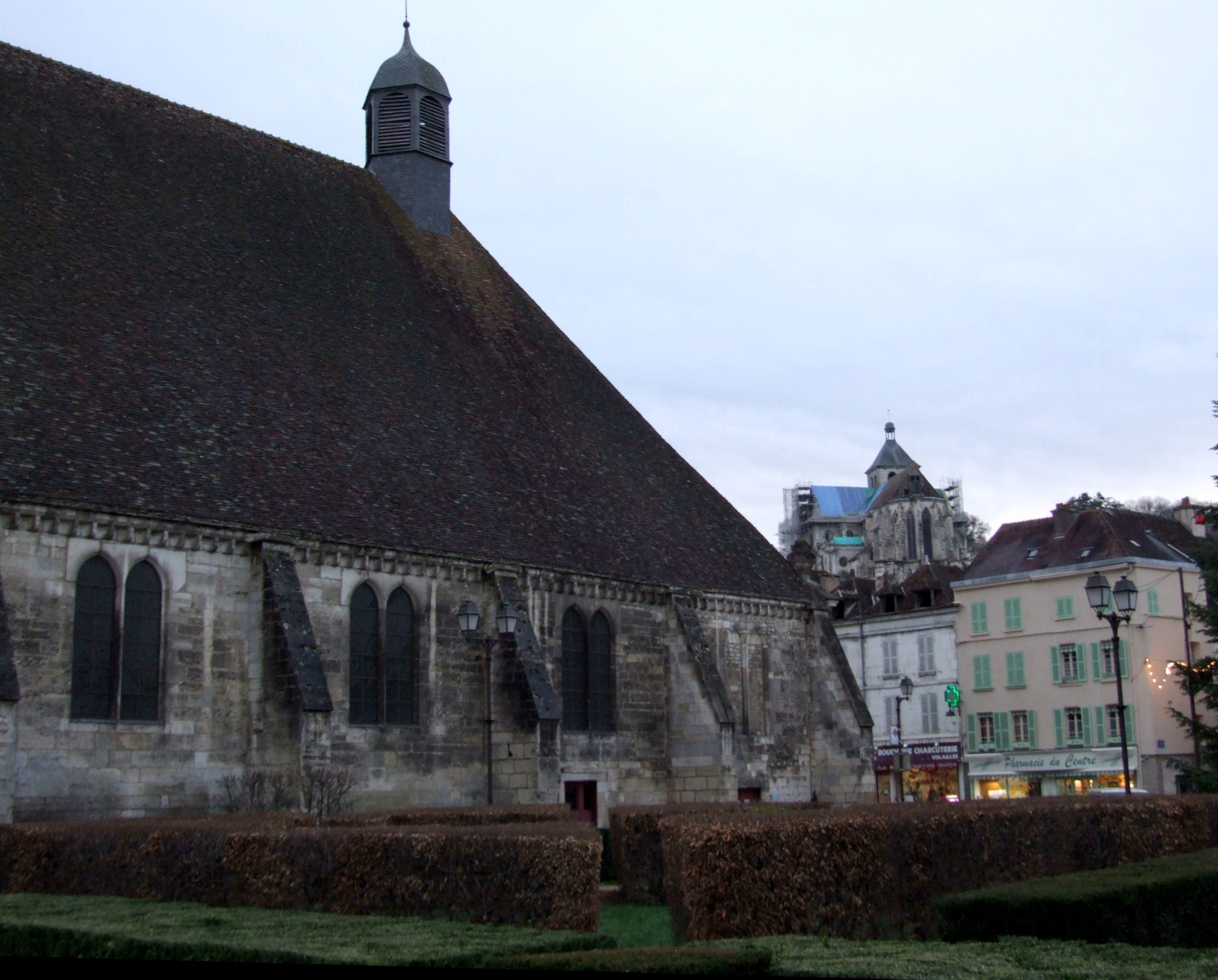
Hôtel-Dieu de Tonnerre avec en arrière-plan l'église Saint-Pierre.

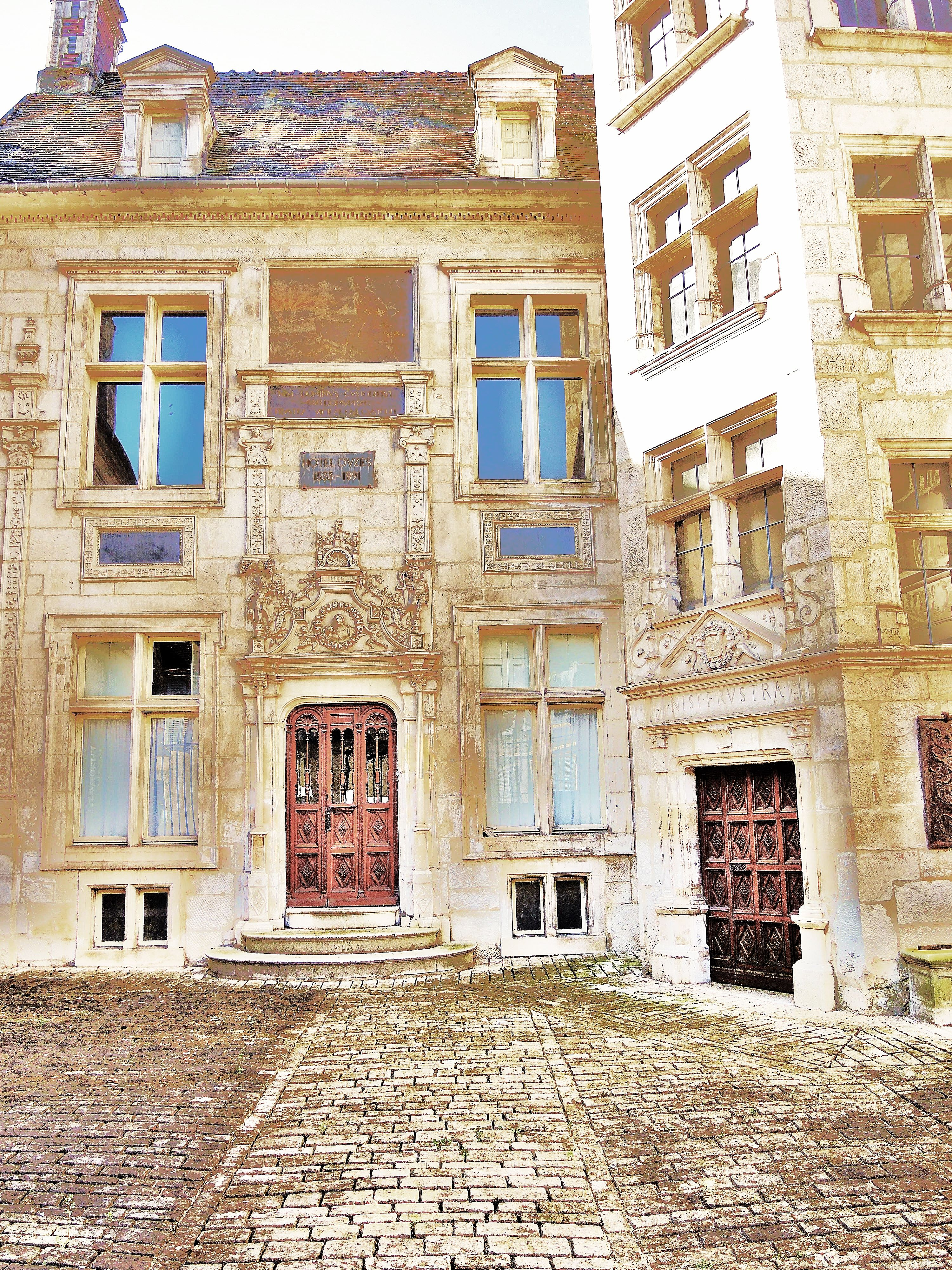
Ancien hôtel d'Uzès.

- L'église Saint-Pierre, avec sa façade de style baroque, domine la ville et offre un beau panorama. Bâtie à partir du IXe siècle, elle a subi de nombreuses modifications. Elle a été quasiment détruite en 1556 par un incendie qui ravagea Tonnerre. À l'intérieur, on peut remarquer un orgue dont le buffet date de 1616, une chaire à prêcher, réalisée dans les années 1712-1713 et des vitraux datant du XVIe siècle et restaurés en 2003. Aujourd'hui, Il ne reste plus rien de l’ancienne chapelle du XIe siècle.
- L'église gothique Notre-Dame, du XIIe siècle. L'église fut sévèrement endommagée par les bombardements de la Seconde Guerre mondiale.
- L'ancien hôpital ou hôtel-Dieu, fondé par Marguerite de Bourgogne en 1293 et construit en trois années seulement, est un des plus anciens et des plus vastes ensembles hospitaliers de la France médiévale. Ses dimensions sont importantes avec notamment une toiture d'une surface de 4 500 m2 (initialement recouverte de tuiles vernissées) et une salle principale longue de 90 mètres pour une largeur de 18,2 mètres et une hauteur de 27 mètres. Le plafond est lambrissé et la gigantesque charpente est en forme de carène de vaisseau renversé. Jusqu'à 40 malades pouvaient y être soignés. Ce site abrite aussi une chapelle contenant le tombeau de Marguerite de Bourgogne, le mausolée de Louvois, un Saint-Sépulcre du XVe siècle, une méridienne du XVIIIe siècle, et un musée de l'Hôpital.
- L’ancien couvent des Ursulines, rue Pasteur et place Edmond-Jacob, bâtiments annexes de l'actuel Lycée.
- La crypte Sainte-Catherine, rue Saint-Pierre, voûtes romanes du XIIe siècle.
- La fosse Dionne, source vauclusienne, au débit important, et aménagée en lavoir avec bassin circulaire au XVIIIe siècle. Cette curiosité touristique est un bassin aux eaux vert émeraude, serti dans une galerie couverte de tuiles de Bourgogne. Le site était voué à une divinité antique d’où le nom « Divona », qui signifie « Divine », évolué en « Dionne ».
- L’hôtel d'Uzès, maison natale du chevalier d'Éon, devenue propriété de la Caisse d'épargne depuis 1879. Le bâtiment, restauré profondément en 1888, est décoré de fresques murales du peintre Georges Henri Carré. Tonnerre compte de nombreux autres hôtels particuliers.
- L'ancienne abbaye Saint-Michel, reconvertie en hôtellerie. Ce fut durant des décennies un hôtel-restaurant doublement étoilé au Guide Michelin et Relais & Châteaux tenu par la famille de Christophe Cussac.
- Le marché couvert, inauguré en 1904, au style d'architecture de la fin XIXe, début XXe siècle, en fer et en verre à la mode Baltard, restauré en 2015.
- L’hôtel de ville construit en surplomb du marché couvert.
- Le château de Vaulichères, ancienne propriété de la Maison de Clermont-Tonnerre.
- Le musée municipal et sa bibliothèque.
- La promenade du Pâtis.
- Le vignoble de Bourgogne tonnerre.

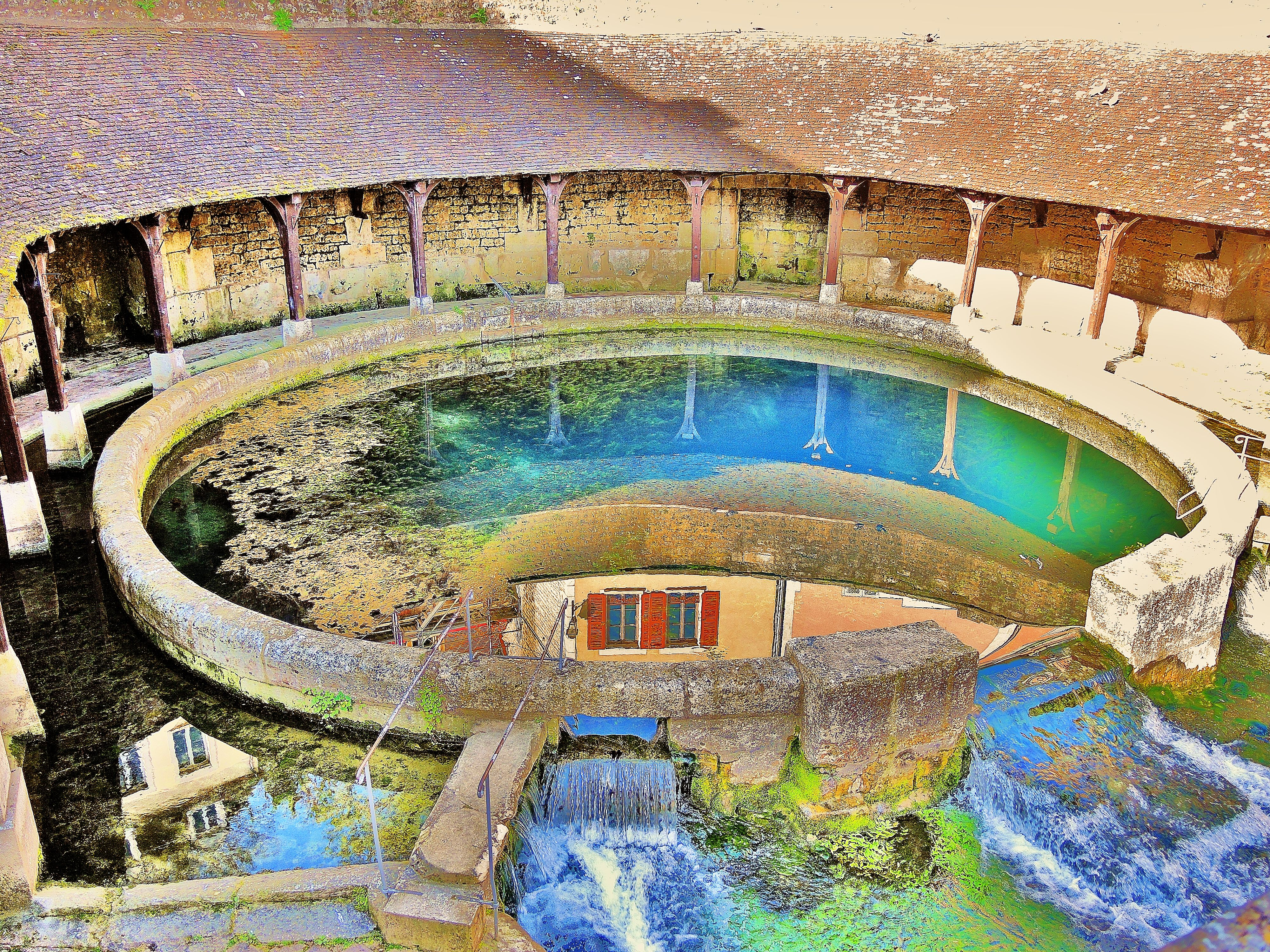
Fosse Dionne
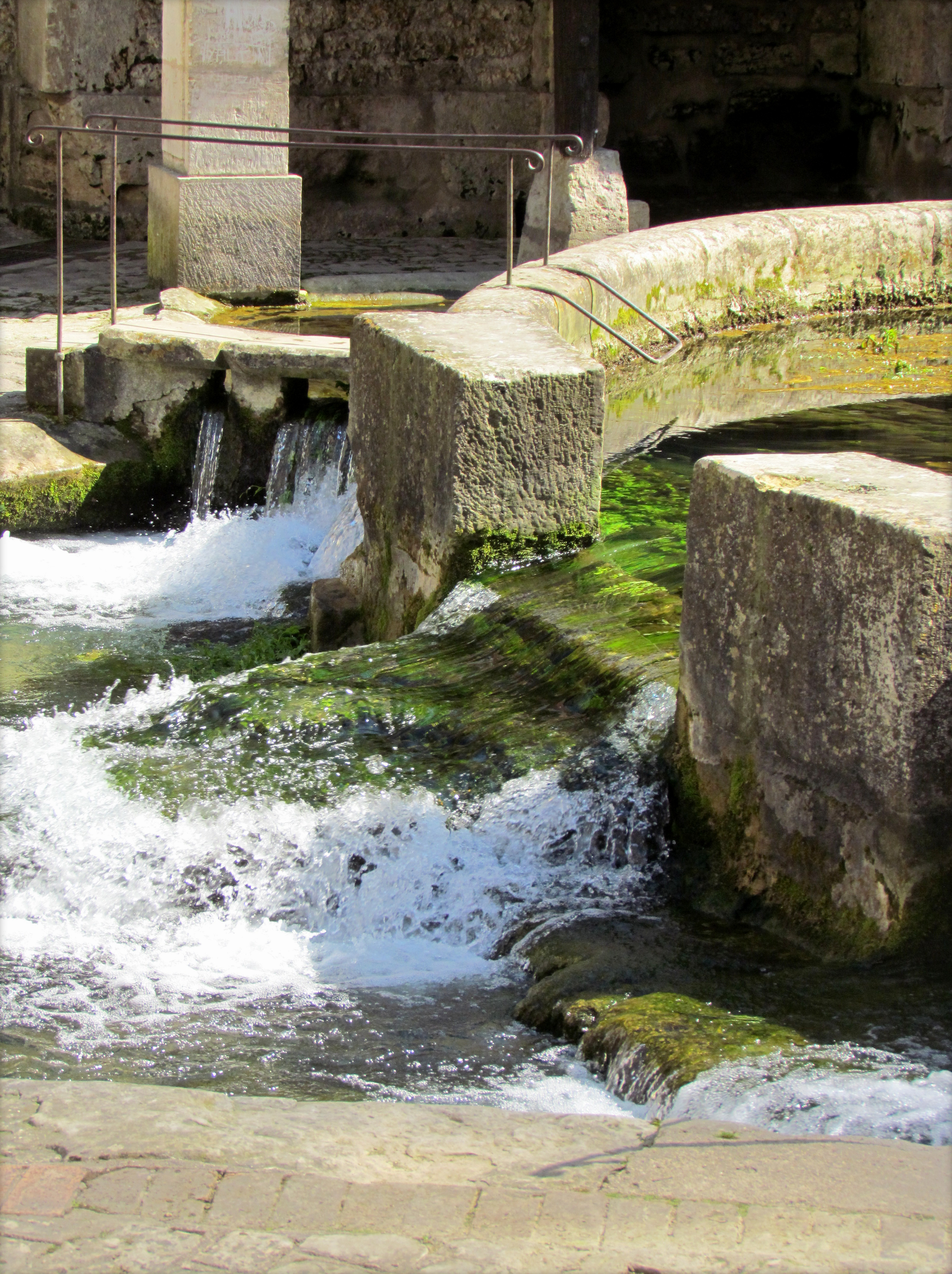
Écoulement de la fosse Dionne.
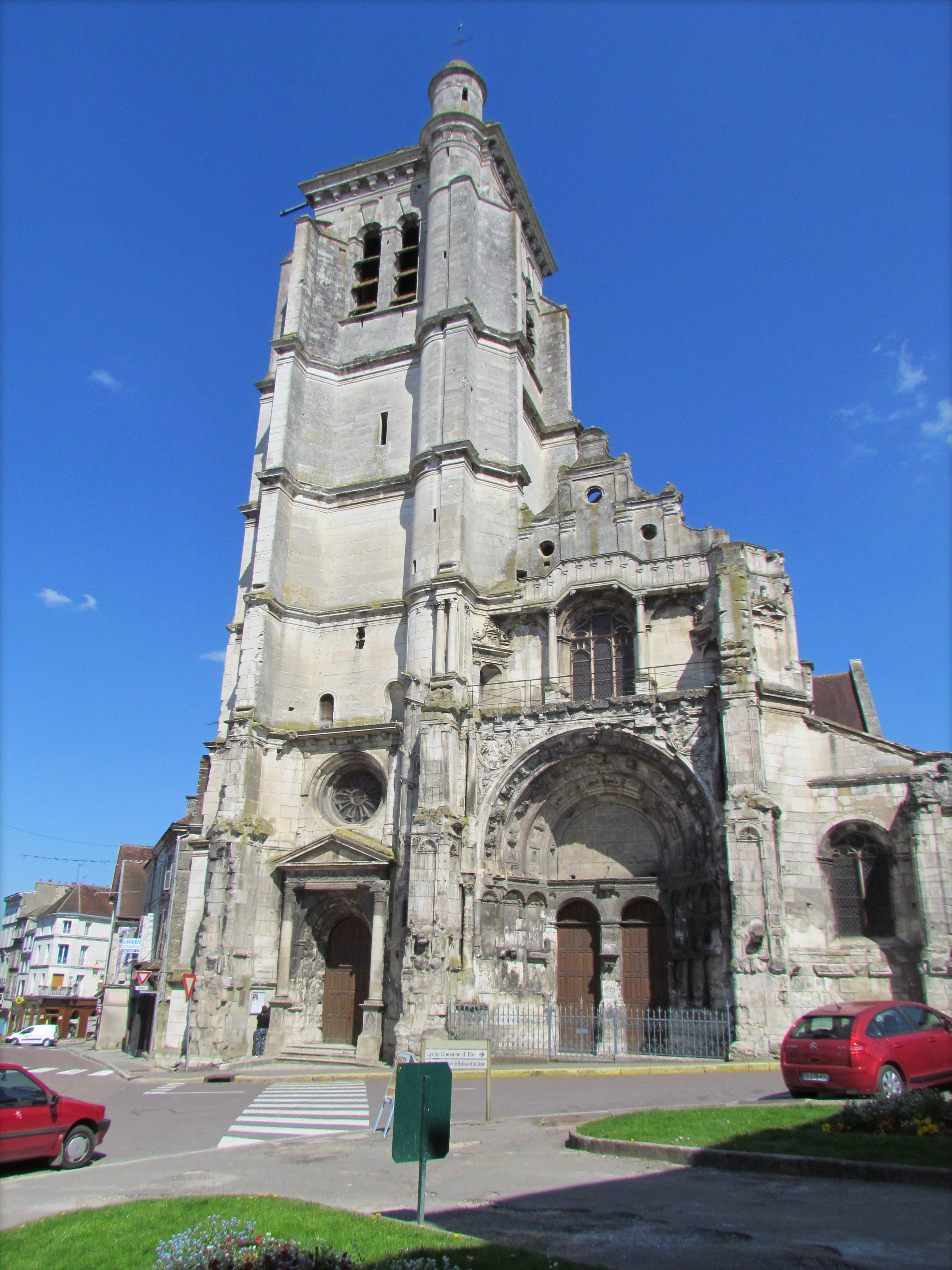
Église Notre-Dame.
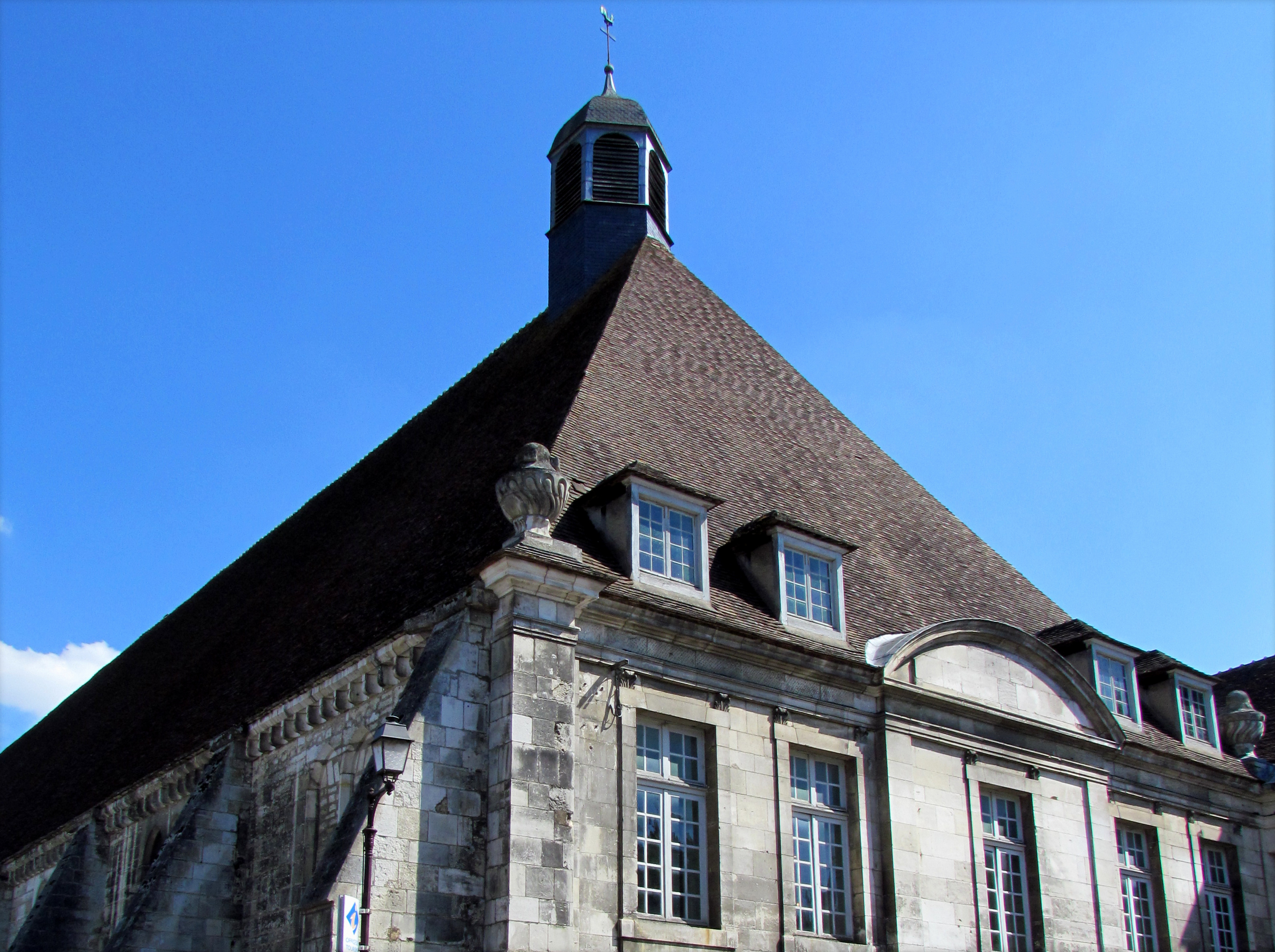
Hôtel-Dieu.
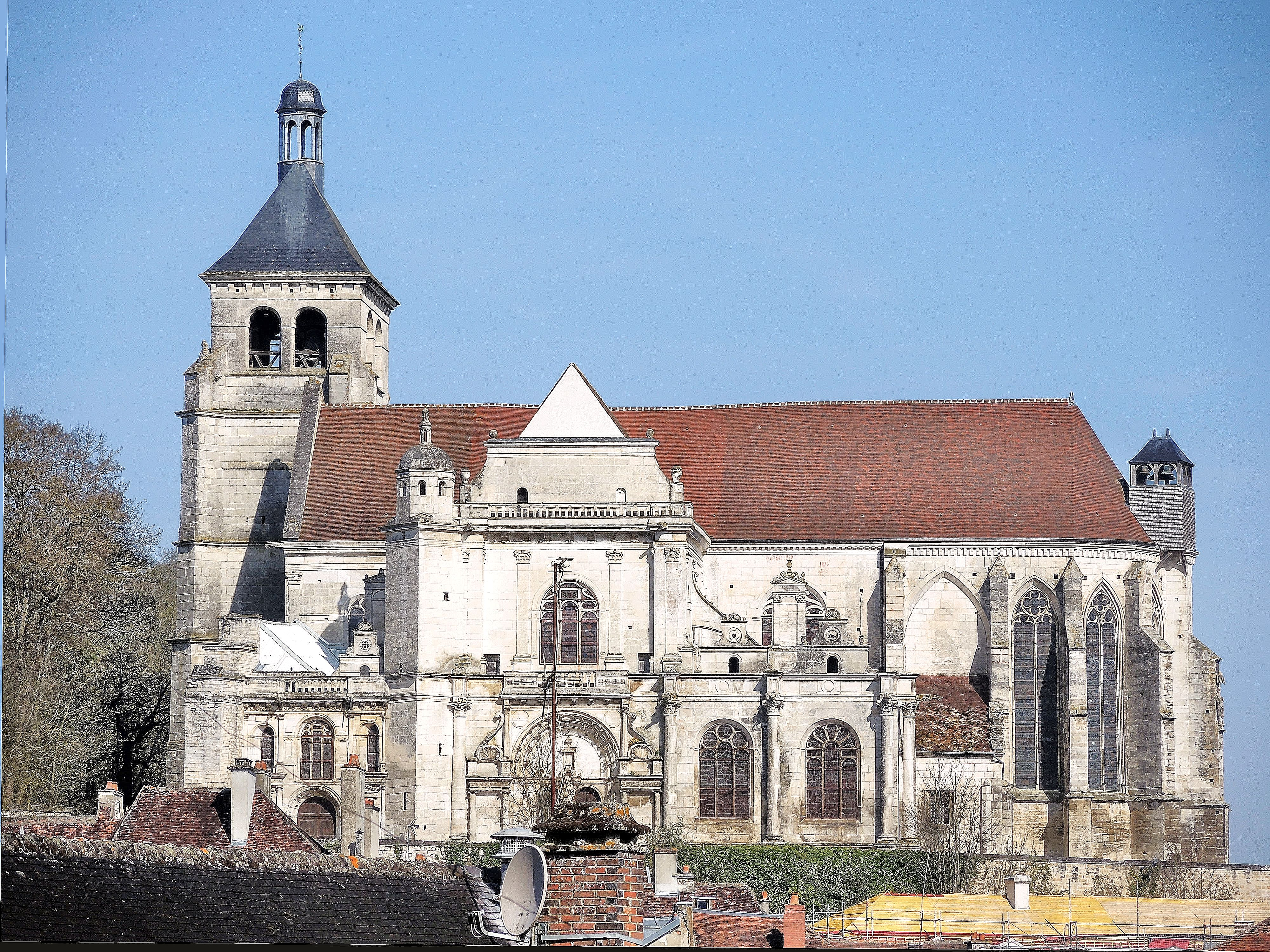
Église Saint Pierre (vue 1).
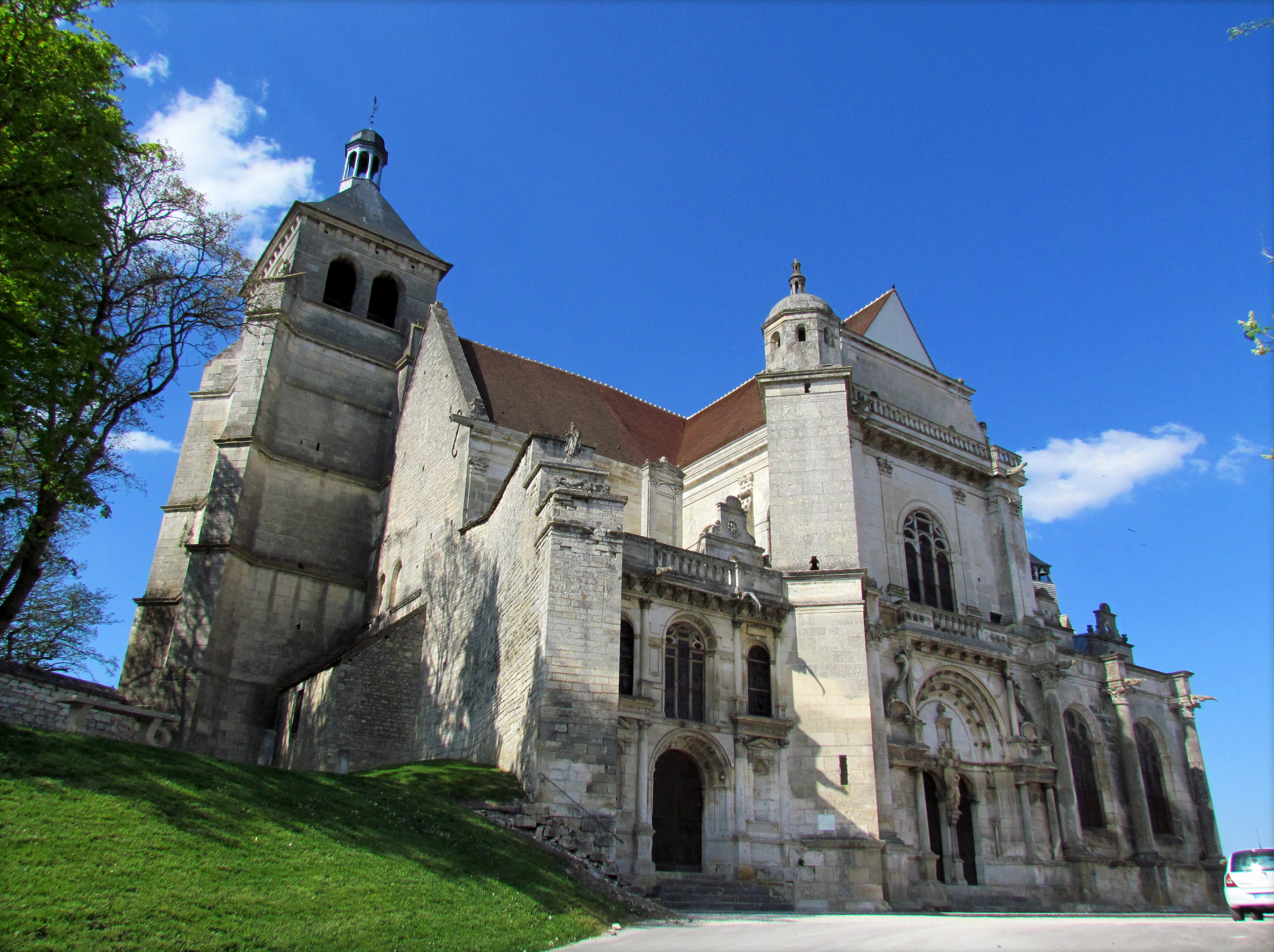
Église Saint-Pierre (vue 2).
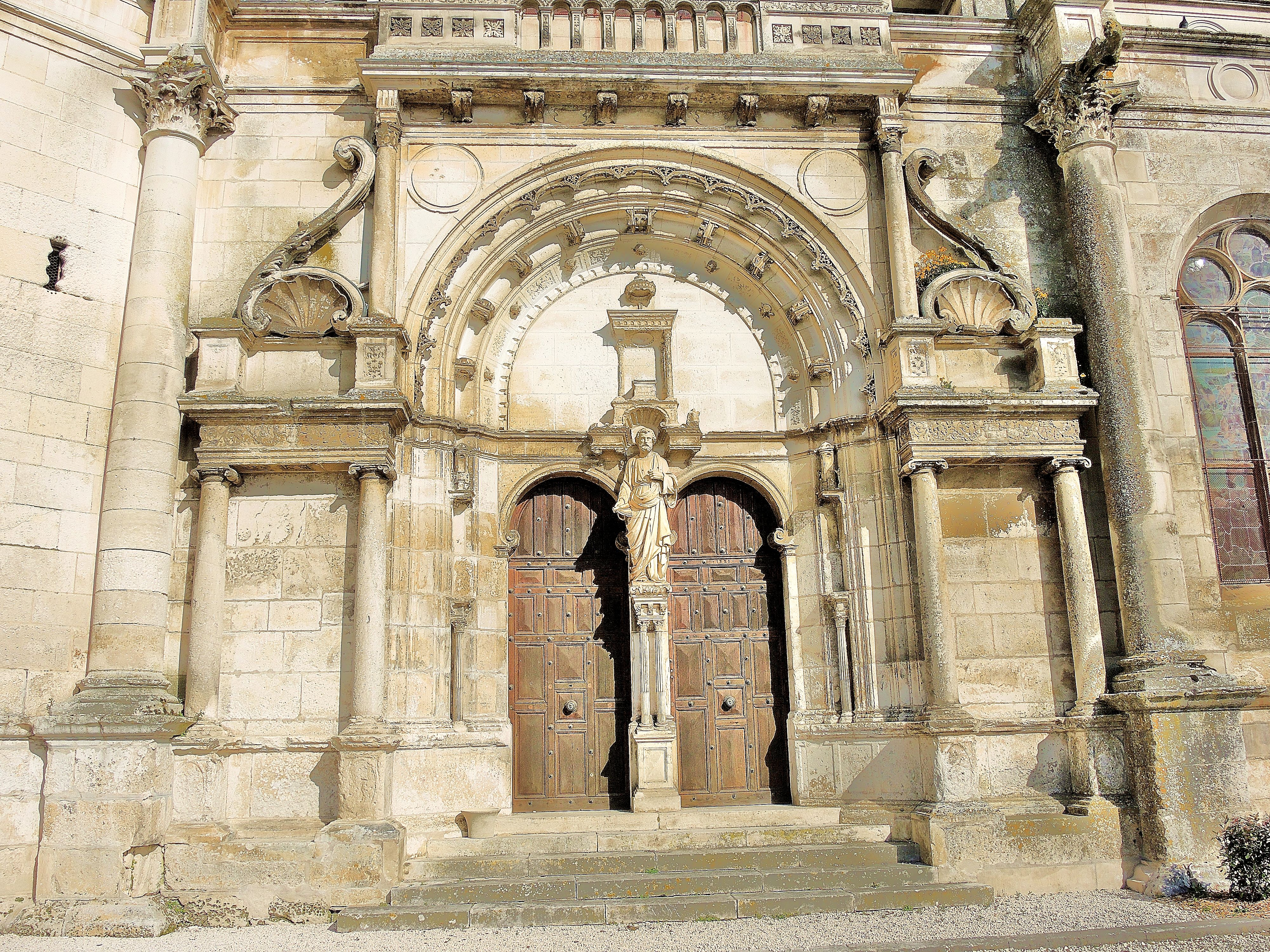
Portail de l'église Saint-Pierre.
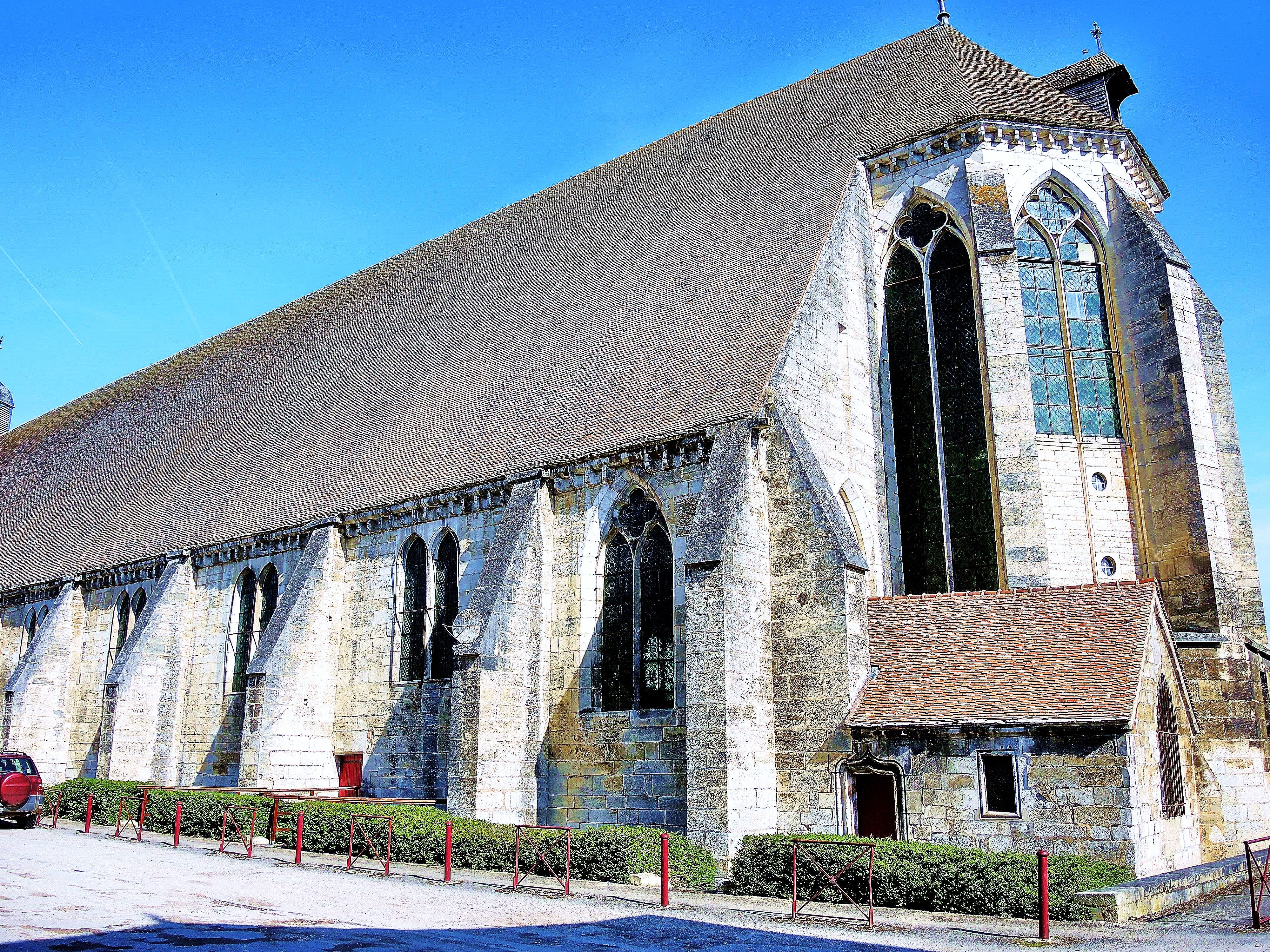
Ancien Hôtel-Dieu Notre-Dame des Fontenilles. Actuellement musée et office de tourisme.
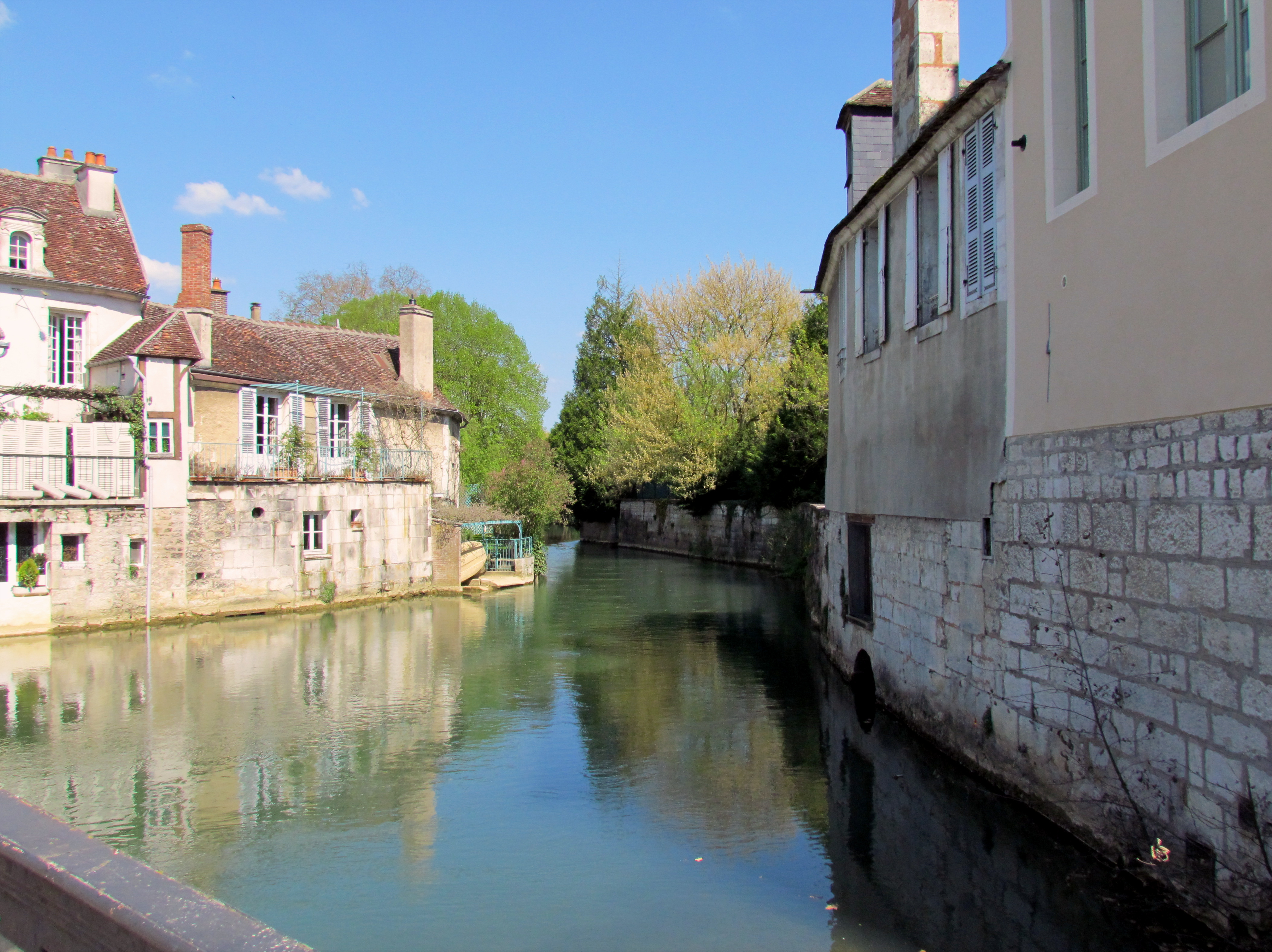
Vue sur l'Armançon.

### Personnalités liées à la commune

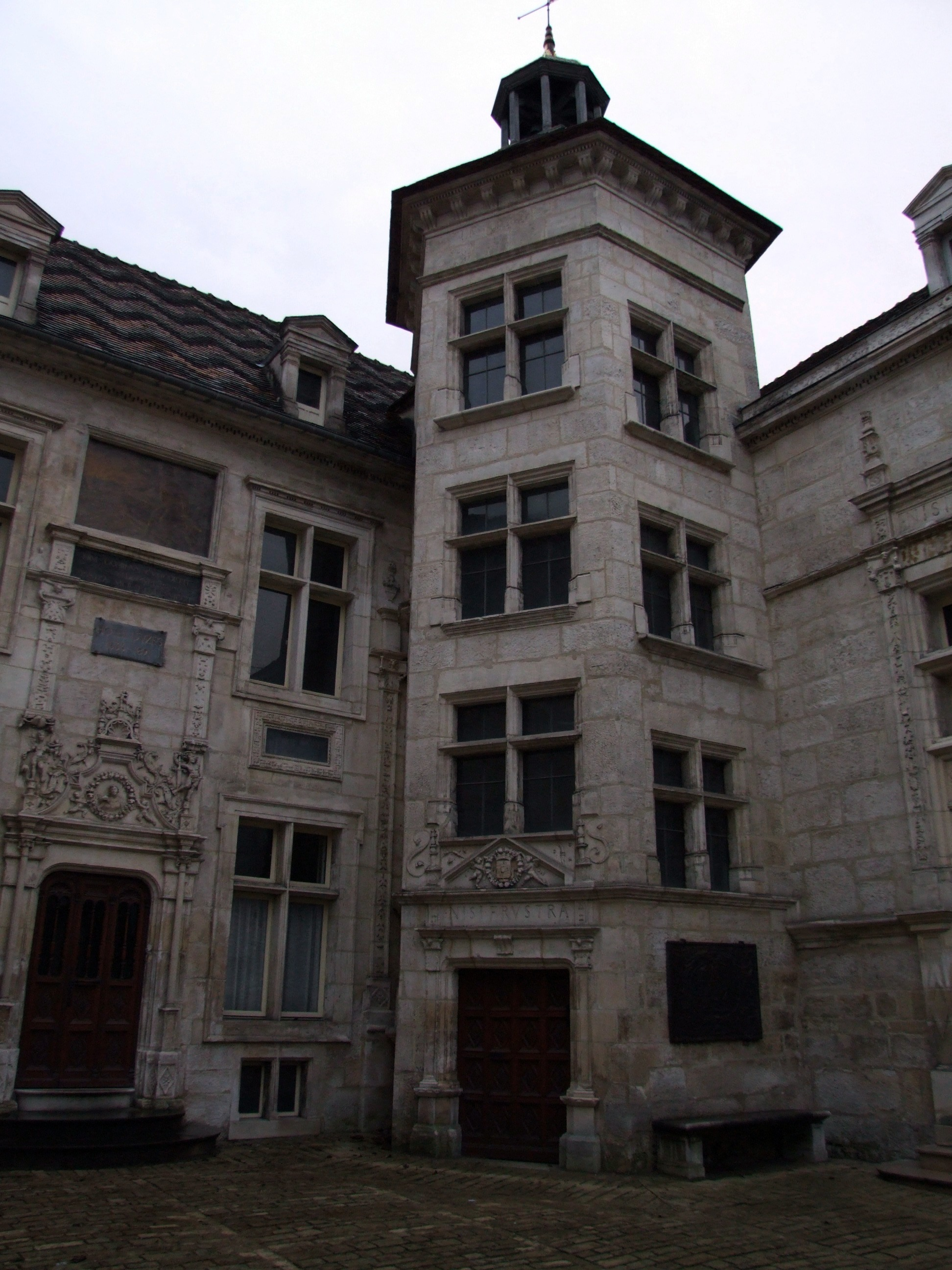
Hôtel d'Uzès.

- Jupiter (Antiquité), roi des dieux dans la mythologie antique latine ; on lui attribue la création de la ville de Tornodurum lorsque celui-ci abattit ses foudres sur la vallée égarée du « Pagus tornodorensis ». Devenue Tonnerre à l'époque médiévale, on raconte encore que l'emplacement exact de l'impact est symbolisé par la fosse Dionne et son eau dite « divona » (divine en latin).
- Michomer († 441), disciple de Germain d'Auxerre, mort à Tonnerre.
- Ebbon de Sens († 743), abbé de Saint-Pierre-le-Vif et évêque de Sens, est né à Tonnerre.
- Thierry II d'Orléans (?-1022), ancien évêque d'Orléans, est mort à Tonnerre[35].
- Listes des comtes de Tonnerres
  - Marguerite de Bourgogne-Tonnerre (1248-1308), retirée à Tonnerre, fondatrice de l'hôtel-Dieu.
- François Michel Le Tellier de Louvois (1641-1691), ministre de Louis XIV, comte de Tonnerre à partir de 1684.
- Jean-Baptiste Berthier (1721-1804) ingénieur-géographe et architecte, anobli en 1763, né à Tonnerre.
- Charles de Beaumont, chevalier d'Éon (1728-1810), né à Tonnerre.
- Chevalier O'Gorman (1732-1809), médecin, officier du régiment de Walsh, beau-frère du chevalier d'Eon, négociant
- Jean-Baptiste Chaussard (1729-1818), architecte du roi, né à Tonnerre.
- Pierre Edme Gautier de Sibert (1735-1797), historien, né et mort à Tonnerre.
- Agnès Fayolle de la Marcelle (1746-1832), homme politique mort à Tonnerre.
- Jean Gaspard de Vence (1747-1808), corsaire et amiral, mort dans sa propriété de Vaulichères.
- Guillaume Guichard, né le 13 décembre 1765 à Tonnerre dans l'Yonne et mort le 8 juillet 1810 à Auxerre, homme politique.
- François Barbuat de Maison-Rouge (1767-1799), né à Tonnerre.
- Louis Anne Marie Gouré de Villemontée (1768-1813), général de brigade.
- Adrienne Marie Louise Grandpierre-Deverzy (1798-1869), peintre, née à Tonnerre.
- Frédéric Gaillardet (1808-1882), homme de lettres, avocat et homme politique.
- Charles Rathier (1812-1888), homme politique, mort à Tonnerre.
- Jean-Baptiste-Marie Campenon (1819-1891), général, ministre de la Guerre, né à Tonnerre.
- Charles Joseph Dumas-Vence (1823-1904), amiral, né à Tonnerre.
- Ernest Cœurderoy (1825-1862), anarchiste, né à Avallon et ayant fait ses études à Tonnerre. Sa femme fit don de son hôtel particulier à la ville dont la médiathèque, inaugurée en décembre 2012, porte son nom.
- Émile Jacques-Palotte (1830-1885), industriel, homme politique et patron de presse né à Tonnerre, député puis sénateur de la Creuse.
- Clément Georges Lemoine (1841-1922), membre puis président de l'Académie des sciences, est né à Tonnerre le 16 janvier 1841 au sein d'une famille qui, depuis trois générations, était implantée dans la région de Tonnerre et d'Auxerre[36].
- Armand Colin (1842-1900), éditeur, né à Tonnerre.
- Marie Huot (1846-1930), femme de lettres et féministe, née à Tonnerre.
- Frédéric Damé (1849-1907), journaliste, historien et philologue, connu pour être l'un des douze dédicataires du premier fascicule des Poésies d'Isidore Ducasse, comte de Lautréamont, né à Tonnerre et mort en Roumanie où il s'était expatrié dès 1872[37],[38].
- Henri Chaput (1857-1919), chirurgien, né à Tonnerre.
- Émile Bernard (1868-1941), peintre, fondateur de l'école de Pont-Aven, s'y est installé de 1904 à 1919[39].
- Jeanne Louise Jacoutot-Mahudez (1876-1956), peintre française, morte à Tonnerre.
- Marguerite Charrier-Roy (1870-1964), peintre française, morte à Tonnerre.
- Edme Campenon (1872-1962), entrepreneur du bâtiment et travaux publics, né à Tonnerre.
- Georges Henri Carré (1878-1945), peintre.
- Edmond Archdeacon (1864-1906), conseiller général.
- Ernest Archdeacon (1863-1950), précurseur et promoteur de tous les moyens de locomotion (terrestres, aériens, nautiques), locataire de l'abbaye Saint-Michel.
- André Maire (1898-1984), peintre.
- Élie Wermelinger (1906-1993), journaliste au journal L'Équipe, traceur de l'itinéraire du Tour de France.
- Mario Ropp, nom de plume de Marie-Anne Devillers (1917-2007), écrivaine, morte à Tonnerre.

### Héraldique
|  | L'écu se blasonne ainsi : De gueules à la bande d'or. Elles sont une reprise de la maison de Chalon, qui a possédé le comté de Tonnerre pendant un siècle et demi (1292-1463). L'archiviste et directeur de la bibliothèque de la ville d'Auxerre, Maximilien Quantin, dans sa notice consacrée aux armoiries de Tonnerre (1858), considérait que ces armes auraient du être « d'azur à la bande d'or, et que c'est par erreur que les documents officiels ont donné celui de gueules à la bande d'or ». Cette observation est reprise dans l'Armorial historique de l'Yonne (1863). | d'azur à la bande d'or. |

### Tonnerre dans les arts

#### Peinture
Tonnerre a servi de décor dans plusieurs toiles du peintre Émile Bernard, dont La Famille à Tonnerre vers 1908-1910 et Tonnerre les deux églises, en 1904, Paysage près de Tonnerre (1905) et Chemin de l'église Saint-Pierre à Tonnerre (1905, huile sur toile).

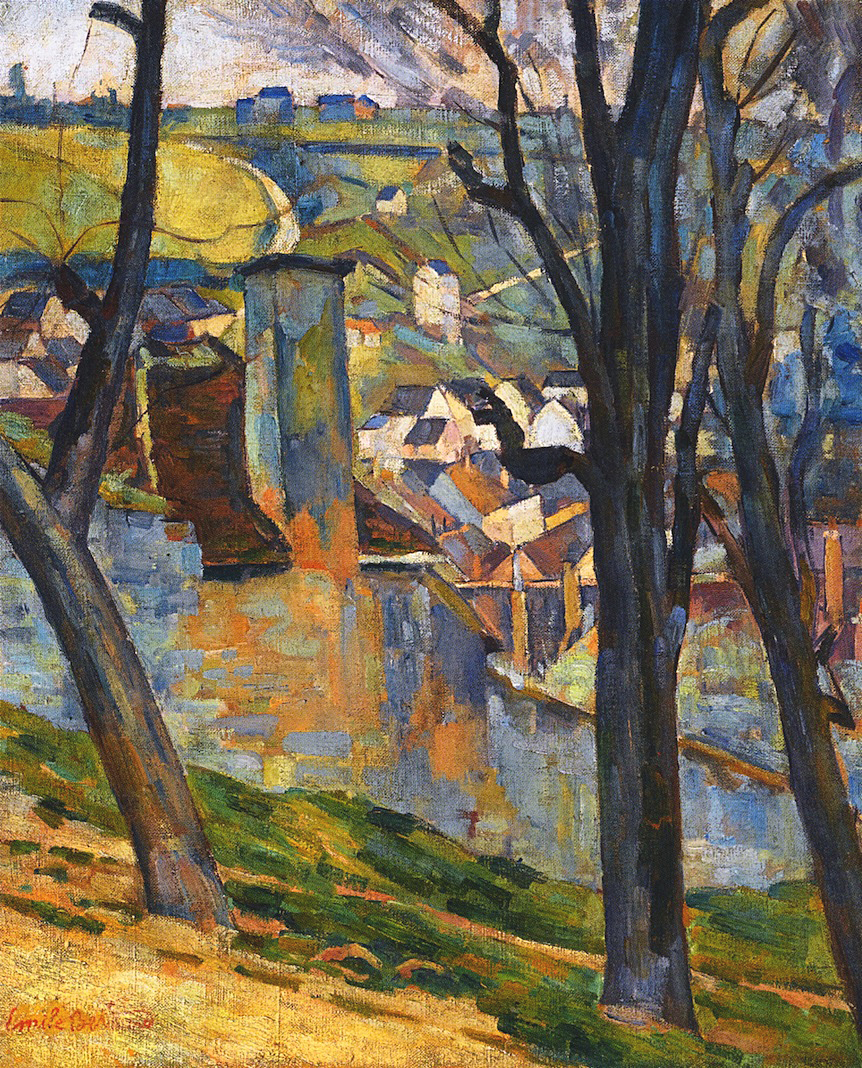
Émile Bernard : Paysage près de Tonnerre (1905).
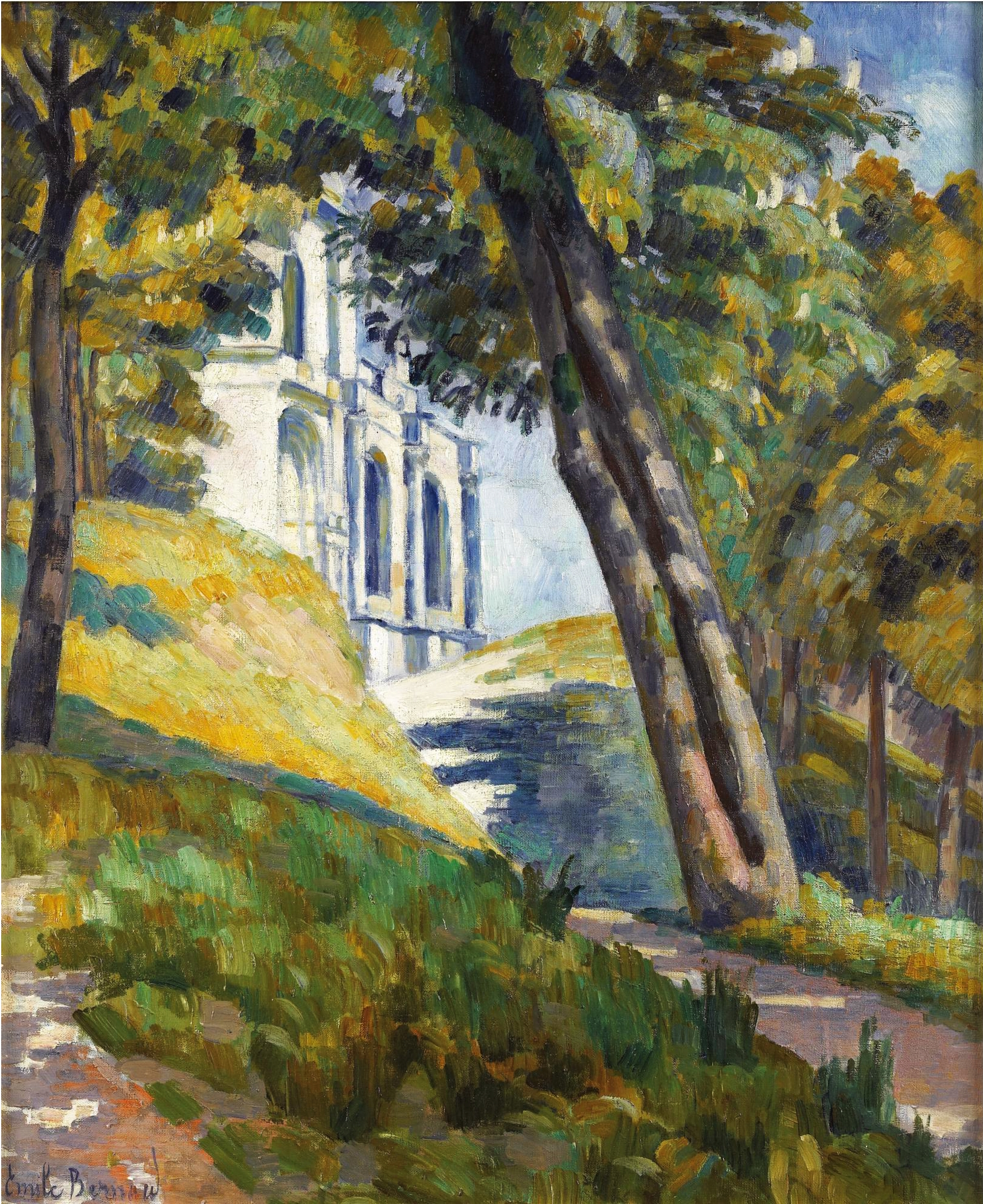
Émile Bernard : Chemin de l'église Saint-Pierre à Tonnerre (1905, huile sur toile).

#### Cinéma

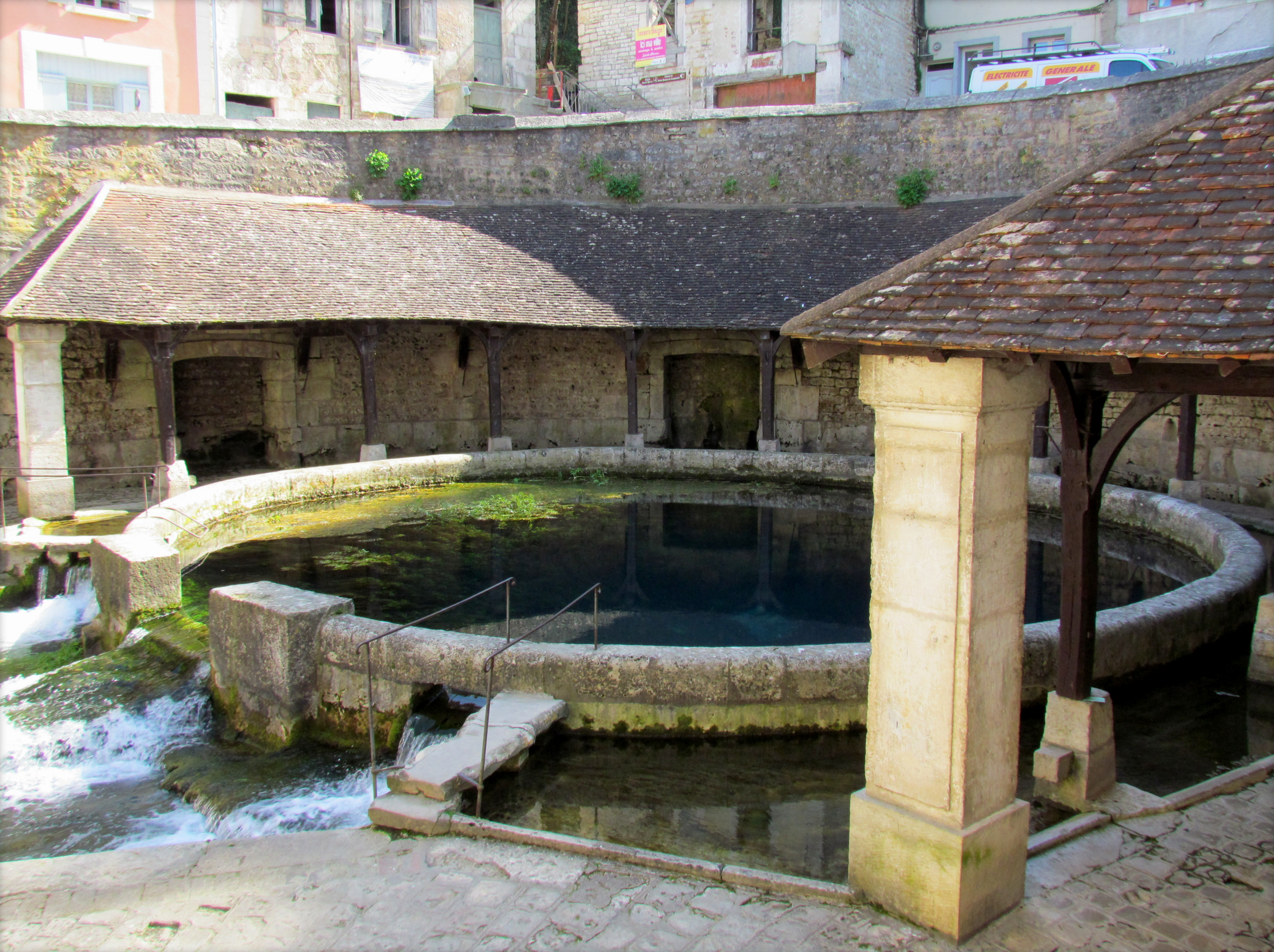
La fosse Dionne.

Le cinéaste Guillaume Brac y tourne son film au titre homonyme Tonnerre en 2013, avec Vincent Macaigne, Solène Rigot et Bernard Menez. Parmi les divers lieux filmés sur la commune, plusieurs scènes se déroulent à la fosse Dionne.